# The Story of Net
The Story of Net è un film del 2010 diretto da Lasse Nielsen basato su una storia vera.

## Trama
Rimasto orfano di madre, il dodicenne Net si mette alla ricerca del padre che non ha mai conosciuto e che non sa della sua esistenza; inizialmente quest'ultimo lo respinge, per poi affezionarsi a lui. Net tuttavia è sordomuto e, anche se è capace di comprendere cosa gli viene detto leggendo le labbra dei suoi interlocutori, non riesce come avrebbe voluto a vivere una vita normale. Nel frattempo il giovane inizia un vero e proprio percorso di crescita interiore, che lo porta a imparare cosa sia l'amicizia e a conoscere il suo primo amore…